# Condado de Fehér
El condado de Fehér (en húngaro: Fehér vármegye, en rumano: Comitatul Alba, en latín: Comitatus Albae Iuliensis) fue un antiguo condado del principado de Transilvania del reino de Hungría, creado en 1003, poco después de la fundación del estado húngaro. Desapareció en el siglo XVIII. Su centro era la actual Alba Iulia (Gyula–Fehérvár).

## Geografía

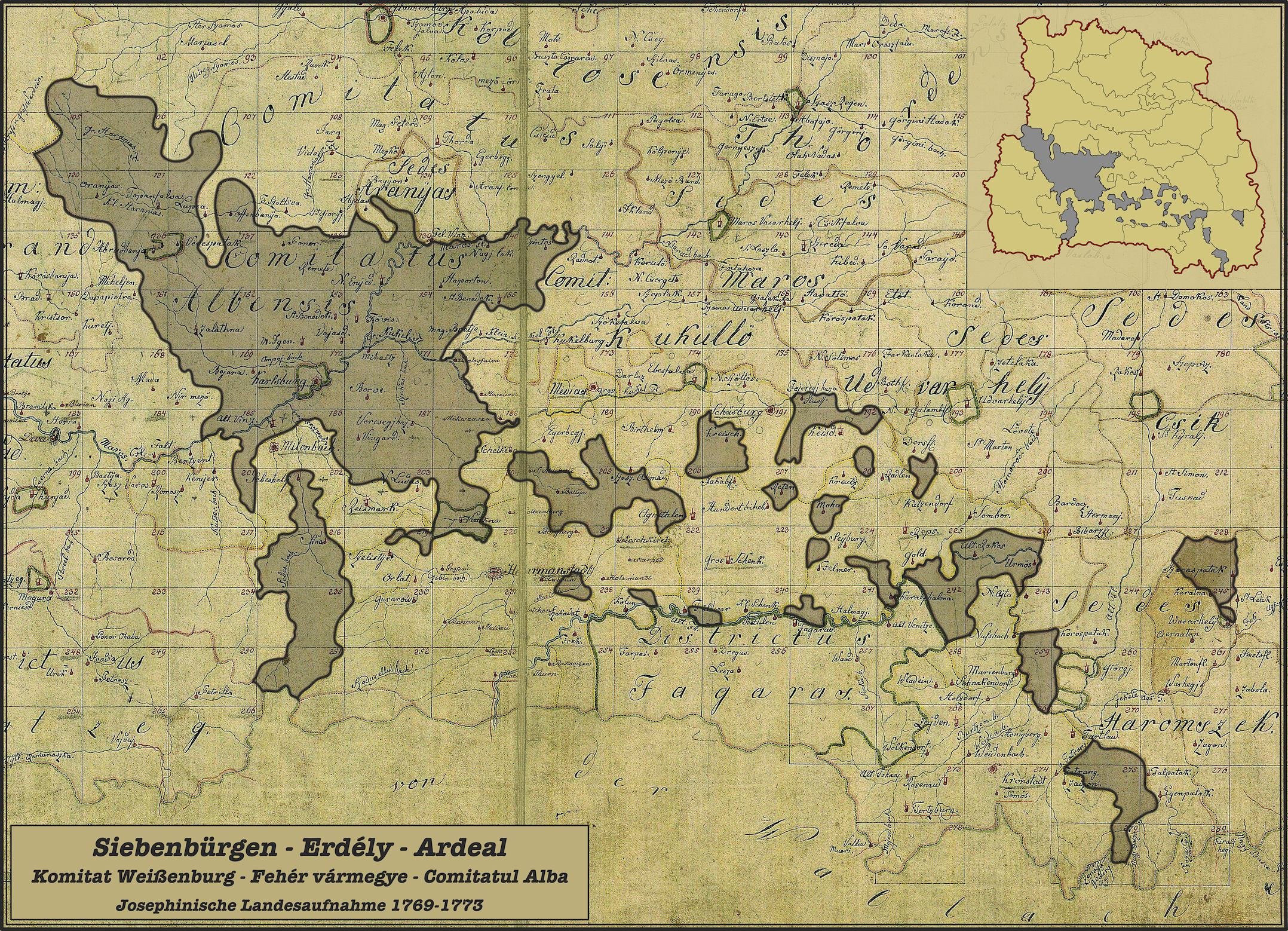
El condado en el Josephinische Landesaufnahme.

El condado de Fehér comprendía al oeste un territorio de 3.646 km2 en la zona oriental de los montes Apuseni (montes Trăscău) dividida en dos regiones: el Alsó-Fehér (Fehér inferior) -en rumano: Alba de jos- y al este una docena de enclaves esparcidos en los territorios de los sajones de Transilvania y de los sículos, el Felső-Fehér (Fehér superior) o Nagy-Küküllő después de 1867, en rumano Alba de sus o Târnava Mare después de ese año. 
A lo largo de los siglos se extendió por las cuencas de los ríos Mureș y Olt.

## Historia
Aparecido en 1003 durante el reinado del rey Esteban, tras su victoria sobre Gyula, en lo que entonces era la frontera con el Primer Imperio búlgaro.. Los ispán de los siglos XI y XII vieron como su influencia se extendía a toda Transilvania y Voivodina. En el siglo XII aparecerían los sículos y sajones. Posteriormente se instalarían valacos a los pies de los montes de Sibiu y Făgăraș. Estas áreas -Székelyföld, Királyföld, Fogarasföld y la tierra de Brașov- no estaban sujetas a la autoridad del ispán de Fehér, a excepción de ciertos enclaves que formarían el Fehér superior. Las extensas tierras del condado fueron divididas con la creación de los condados de Küküllő y Hunyad. Más tarde se le incorporó el territorio del condado de Újvár, alrededor de las minas de sal de Marosújvár. A principios del siglo XIV pasó a ser un condado noble.
El condado desapareció en 1711 por el establecimiento de los nuevos bezirke de Carlos VI. Su parte meridional se transformó en el bezirk de Karlsburg. Tras el compromiso austrohúngaro de 1867 que suprime el principado de Transilvania, el condado de Alsó-Fehér fue restablecido dentro de la corona húngara, mientras que la mayor parte de los enclaves del Felső-Fehér son integrados en el condado de Nagy-Küküllő.

### Ispán
Desde su fundación, el cargo de ispán fue ocupado por los siguientes individuos:
| Periodo                                                                             | Nombre                                                                              | Monarca                                                                             | Notas                                                                               | Fuente |
| ----------------------------------------------------------------------------------- | ----------------------------------------------------------------------------------- | ----------------------------------------------------------------------------------- | ----------------------------------------------------------------------------------- | ------ |
| 1097                                                                                | Mercurio                                                                            | Colomán                                                                             | comes Bellegrate                                                                    | [ 6 ]  |
| c. 1177                                                                             | Gál                                                                                 | Bela III                                                                            |                                                                                     | [ 6 ]  |
| 1200                                                                                | Eth                                                                                 | Emérico                                                                             | de la gens Gerenye, también voivoda de Transilvania (1200)                          | [ 6 ]  |
| 1201                                                                                | Julio                                                                               | Emérico                                                                             | de la gens Kán, también voivoda de Transilvania (1201)                              | [ 6 ]  |
| 1227                                                                                | Pós                                                                                 | Andrés II                                                                           | de la gens Csák; también tesorero (1227–1233)                                       | [ 6 ]  |
| Posteriormente el condado de Fehér fue administrado por el voivoda de Transilvania. | Posteriormente el condado de Fehér fue administrado por el voivoda de Transilvania. | Posteriormente el condado de Fehér fue administrado por el voivoda de Transilvania. | Posteriormente el condado de Fehér fue administrado por el voivoda de Transilvania. | .      |